# Chaerephon nigeriae
Chaerephon nigeriae е вид бозайник от семейство Булдогови прилепи (Molossidae).

## Разпространение
Видът е разпространен в Ангола, Ботсвана, Буркина Фасо, Гана, Демократична република Конго, Етиопия, Замбия, Зимбабве, Камерун, Малави, Намибия, Нигерия, Сиера Леоне, Танзания, Чад и Южен Судан.